# Théâtre Campoamor
Pour les articles homonymes, voir Campoamor.
Le théâtre Campoamor est le théâtre d'opéra d'Oviedo, fondé en 1892 et connu entre autres choses pour être le lieu de remise des Prix princesse des Asturies.

## Histoire
Le théâtre Campoamor fut créé à Oviedo comme lieu de représentation d'opéras et de fonctions théâtrales, en raison de la croissante bourgeoisie économique qui commençait à affluer dans la capitale. Jusqu'alors, les fonctions se représentaient au théâtre du Fontán, à côté de la homonyme et qui aujourd'hui est la Bibliothèque Publique Ramón Pérez de Ayala.
Il fut placé dans les terrains du couvent de Sainte Claire, derrière la rue de Uría qui avait été créé deux décennies auparavant. En 1876, avec José Longoria Carvajal comme maire, fut présenté le projet de construction du théâtre, qui fut terminé en 1883. Sur proposition de l'écrivain et alors conseiller municipal Leopoldo Ailes « Clarín », il fut baptisé du nom de l'insigne asturien Ramón de Campoamor.
Le théâtre fut inauguré le 17 septembre 1892 avec une représentation de l'œuvre Les Huguenots de Giacomo Meyerbeer. Cette œuvre fut suivie par Lucia di Lammermoor, opéra qui fut aussi présenté lors de la première saison d'opéra d'Oviedo, en 1948, et représenté à son 120e anniversaire. Il s'agit de la saison d'opéra plus ancienne d'Espagne, surpassée seulement par celle du Grand Théâtre du Liceu de Barcelone.
La première rénovation importante se produisit en 1916, avec un ravalement de l'intérieur et un agrandissement du nombre de places. Lors de la révolution de 1934, le théâtre souffre de grands dommages et est réduit à des décombres, seule restant debout la façade principale. Après la fin de la guerre civile commença la reconstruction et rénovation du théâtre qui ouvrit à nouveau ses portes en septembre 1948 avec l'opéra Manón.
En 1988, sous la direction de l'architecte andalou José Rivas, conseillé par le scénographe Julio Galán, est menée à terme la réforme de la scène.

## Actualité

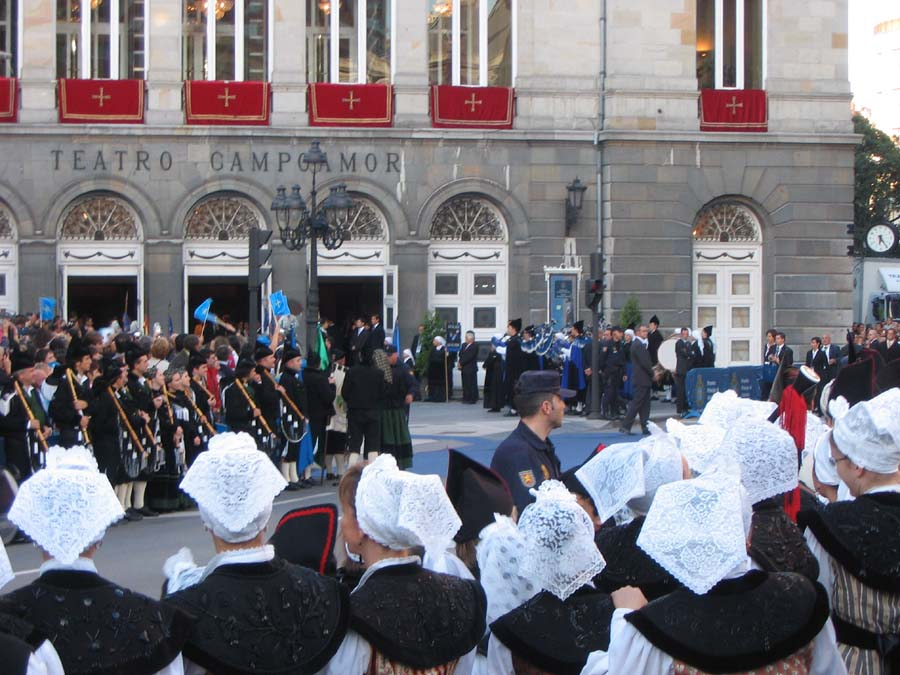
Le Théâtre Campoamor pendant la remise des Prix prince des Asturies.

De nos jours, après y avoir connu diverses réformes de modernisation technique au cours des deux dernières décennies, le théâtre continue de fonctionner à plein régime, y prenant place la saison d'opéra d'Oviedo ainsi que la cérémonie de remise des Prix princesse des Asturies.